# Godinha
Godinha (A Gudiña; em espanhol, La Gudiña) é um município raiano da Espanha, da província de Ourense, na comunidade autónoma da Galiza. Tem uma área 171,42 km² e em 2021 tinha 1 232 habitantes (densidade: 7,2 hab./km²).

## Demografia
| Variação demográfica do município entre 1991 e 2004 | Variação demográfica do município entre 1991 e 2004 | Variação demográfica do município entre 1991 e 2004 | Variação demográfica do município entre 1991 e 2004 |
| --------------------------------------------------- | --------------------------------------------------- | --------------------------------------------------- | --------------------------------------------------- |
| 1991                                                | 1996                                                | 2001                                                | 2004                                                |
| 2037                                                | 1866                                                | 1682                                                | 1625                                                |

| Censo Total        | 1.548        |
| Menores de 15 anos | 126 (8.14%)  |
| Entre 15 e 64 anos | 967 (62.46%) |
| Maiores de 65 anos | 491 (31.72%) |